# 스미노 요루
스미노 요루(일본어: 住野よる)는 일본의 소설가이다. 2014년 소설가가 되자 웹사이트에 투고한 첫 웹 소설 《너의 췌장을 먹고 싶어》가 좋은 반응을 얻어서, 이듬해 정식 출판함으로써 전업 소설가로 데뷔했다.

## 저작
- 《너의 췌장을 먹고 싶어》
- 《또다시 같은 꿈을 꾸었어》(2016년)
- 《밤의 괴물》(2017년)
- 《나「」만「」의「」비「」밀「(가「」쿠「」시「」고「」토「) 》(2018년)
- 《어리고 아리고 여려서》
- 무기모토 산포는 오늘이 좋아